# Maungdaw
Maungdaw (birmano: မောင်တောမြို့ [máʊɰ̃dɔ́ mjo̰]) es una localidad del Estado Rakáin, en el oeste de Birmania. Dentro del estado, Maungdaw es la capital del distrito homónimo y del municipio homónimo.
No existen datos fiables sobre el número de habitantes de la localidad, ya que forma parte de la zona de mayoría étnica de los rohinyá, que en 2008 formaban el 80% de la población del área. Los rohinyá son considerados por el gobierno birmano como bengalís apátridas, por lo cual han sido objeto de una gravísima persecución étnica que en la década de 2010 llevó a la mayoría de ellos a refugiarse fuera del país.
Históricamente era un pequeño pueblo dedicado a la pesca marítima y, en menor medida, a la agricultura. Su desarrollo urbano comenzó en 1918, cuando se construyeron unos túneles que conectaban la localidad con la vecina Buthidaung, separada de Maungdaw por montañas pese a hallarse a unos 25 km de distancia. Estos túneles fueron un punto estratégico para los británicos para repeler la invasión japonesa durante la Segunda Guerra Mundial.
Se ubica junto a la desembocadura del río Naf, que forma aquí un estuario que marca la frontera con Bangladés. Al otro lado del río se ubica la ciudad bengalí de Teknaf.